# Simon and Schuster Building

Le Simon & Schuster Building est un immeuble du Rockefeller Center, situé à New York, dans le quartier de Midtown (Manhattan). 
Construit en 1939, son entrée se trouve sur la Sixième Avenue. Il compte 21 étages.